# Сендово
Сендово (пол. Sędowo) — село в Польщі, у гміні Домброва Моґіленського повіту Куявсько-Поморського воєводства.
Населення — 261 особа (2011).
У 1975-1998 роках село належало до Бидгощського воєводства.

## Демографія
Демографічна структура станом на 31 березня 2011 року:
|          | Загалом | Допрацездатний вік | Працездатний вік | Постпрацездатний вік |
| -------- | ------- | ------------------ | ---------------- | -------------------- |
| Чоловіки | 131     | 27                 | 91               | 13                   |
| Жінки    | 130     | 31                 | 73               | 26                   |
| Разом    | 261     | 58                 | 164              | 39                   |